# Pace Terra Dignità
Pace Terra Dignità (PTD) è una lista elettorale pacifista e ambientalista lanciata da Michele Santoro e Raniero La Valle in occasione delle elezioni europee del 2024 in Italia.

## Storia
A partire dall'invasione russa dell'Ucraina del 2022 un composito schieramento di personalità italiane, sia politiche che della società civile, si è dimostrato perplesso, se non nettamente contrario, circa l'invio di armi al governo ucraino. Anche nell'opinione pubblica italiana, con oscillamenti lievi, si è mantenuta costante negli anni del conflitto la contrarietà all'invio di armi in Ucraina di circa il 50% della popolazione e la contrarietà all'invio di truppe italiane di circa il 90%.
Michele Santoro pubblicherà nel 2022 un libro, Non nel mio nome, dove espone la sua posizione di contrarietà alla politica estera italiana ed europea e la sua perplessità e rammarico rispetto alle posizioni dei maggiori partiti politici italiani, criticandone l'inettitudine e le contraddizioni. Sul suo media online, Servizio pubblico, Santoro inizia a dare voce a diverse personalità e associazioni contrarie alla guerra in Ucraina, creando così con Raniero La Valle il germe del futuro progetto politico.
Sul finire del 2023 diviene progressivamente esplicito l'intento di costruire una lista trasversale per la pace in vista delle elezioni europee del 2024. Si riunirà un'assemblea il 30 settembre a Roma, a cui partecipano come relatori, tra gli altri, Maurizio Acerbo, Ginevra Bompiani, Donatella Di Cesare, Luigi de Magistris, Fiorella Mannoia, Mimmo Lucano, Piergiorgio Odifreddi, Vauro, Jorit e i portavoce di Fridays for Future e Ultima Generazione.
In occasione di una conferenza stampa il 14 febbraio 2024, presso la sede della FNSI in Via delle Botteghe Oscure a Roma, alla presenza di Santoro, La Valle e la politologa e giornalista di Servizio pubblico Benedetta Sabene, viene formalizzata la creazione della lista col nome Pace Terra Dignità. Un mese più tardi viene pubblicata la lista dei candidati, tra i quali figurano Santoro, La Valle, Sabene, Acerbo, Bompiani, Odifreddi, Vauro, Alì Rashid, Angelo d'Orsi e Nicolai Lilin.
Alle elezioni la lista ottiene oltre 513.000 voti e Santoro, con circa 160.000 preferenze, è il più votato della lista che però con il 2,2% non supera la soglia di sbarramento del 4%.

## Programma

### Politica interna
Sul versante della politica interna il programma di Pace Terra Dignità prevede la riduzione a 32 ore dell'orario di lavoro a parità di salario, condizione che sarebbe, secondo i sostenitori, già da tempo praticabile grazie alle innovazioni del progresso tecnologico degli ultimi decenni. Sono anche favorevoli alla reintroduzione della scala mobile.
Propone l'introduzione della tobin tax, e la fine delle delocalizzazioni, oltre che l'abolizione dei paradisi fiscali, con le tasse che vanno pagate nel luogo del ricavo.
Dal punto di vista ambientale, propone la carbon tax e il blocco ai debiti per le aziende che inquinano.
Crede che le scelte di politica economica debbano essere prese democraticamente e non da tecnocrati a Bruxelles, con la fine dell'austerity e una politica economica che cerchi di massimizzare l'occupazione.
Sono favorevoli all'introduzione di un salario minimo europeo e a un reddito dignitoso per tutti (reddito di cittadinanza).

### Politica estera
Per quanto riguarda il conflitto russo-ucraino, la lista propone l'interruzione della fornitura di armi all'Ucraina da parte dell'Unione europea per favorire l'apertura di negoziati tra Ucraina e Russia. Si oppone, inoltre, alla costituzione di un esercito europeo.
Nell'ambito della guerra di Gaza, Pace Terra Dignità preme affinché l'Unione europea si unisca al Sudafrica nella causa presso la Corte internazionale di giustizia dell'Aia per spingere Israele a cessare le attività di massacro e a rispettare le risoluzioni dell'ONU, pur ribadendo la condanna all'attacco del 7 ottobre condotto da Hamas.
Sottoscrive l'appello sostenuto da oltre 100 economisti, tra cui diversi premi Nobel, sostenuto tra gli altri da David Sassoli e Thomas Piketty, di cancellazione del debito degli Stati europei verso la BCE per un totale di 2 500 miliardi di euro, così da poter avviare una seria transizione ecologica e una politica di pace.
Ritiene si debba rinegoziare il Trattato di Maastricht con condizioni più adeguate alla situazione economica moderna, abolendo il patto di stabilità e crescita. Si propone inoltre di introdurre a livello europeo una Tobin tax, ossia un'imposta sulle grandi transazioni finanziarie nel mercato azionario.

## Composizione
Oltre alle adesioni individuali a Pace Terra Dignità si sono unite anche formazioni politiche, tra cui:
| Partiti | Partiti                              | Leader              | Ideologia principale   |
| ------- | ------------------------------------ | ------------------- | ---------------------- |
|         | Partito della Rifondazione Comunista | Maurizio Acerbo     | Comunismo              |
|         | Movimento Equità Territoriale        | Piernicola Pedicini | Meridionalismo         |
|         | MERA25 Italia                        | Federico Dolce      | Socialismo democratico |
|         | Dipende da Noi                       | Roberto Mancini     | Sinistra               |

## Controversie

### Nicolai Lilin e accuse di sostegno alla Russia
La lista e diversi suoi membri sono stati più volte accusati di sostenere la Russia nella guerra in Ucraina a causa di diverse dichiarazioni dei suoi candidati.
La candidatura dello scrittore Nicolai Lilin, noto per la sua vicinanza a gruppi di estrema destra e neofascisti e accusato di condividere fake news a favore del Cremlino ha attirato diverse critiche alla lista, ciononostante Michele Santoro ha deciso di sostenere la comunque la sua candidatura. Il partito politico Fratelli d'Italia ha inoltre presentato un'interrogazione parlamentare per le dichiarazioni di Lilin contro due giornalisti italiani definiti da lui "deficienti" e sostenendo che "qualcuno di questi propagandisti si troverà con un po’ di polonio nel tè, purtroppo cari amici sappiate che vi siete scavati la fossa da soli".

## Risultati elettorali
| Elezione     | Voti    | %    | Seggi  |
| ------------ | ------- | ---- | ------ |
| Europee 2024 | 517 725 | 2,21 | 0 / 76 |